# حصن عامر
حصن عامر (الهندية: आमेर क़िला أو حصن العنبر) يقع في عامر، هي مدينة تبلغ مساحتها 4 كيلومتر مربع (1.5 ميل مربع)  يقع على بعد 11 كيلومترا (6.8 ميل) من جايبور، ولاية راجستان، الهند. وتقع في مناطق الجذب السياحي الرئيسية في منطقة جايبور. مدينة عامر بنيت أصلاً قبل ميناس،  وفي وقت لاحق كان يحكمها «راجا مان سينغ» الأول (كانون الأول/ديسمبر 21، 1550-6 يوليو 1614).
يشتهر حصن عامر بعناصره الفنية الهندوسية، مع الأسوار الكبيرة وسلسلة من البوابات والمسارات المرصوفة بالمياه، ويطل على بحيرة ماوتا،التي تشكل المصدر الرئيسي للمياه في قصر عامر.
تم بناؤه من الحجر الرملي الأحمر والرخام، على أربعة مستويات، كل منها يحتوي على فناء. وهو يتألف من الديوان العام، أو «قاعة الجمهور العام»، وديوان-خاس، أو «قاعة الجمهور الخاص»، حيث يتم إنشاء مناخ بارد بشكل مصطنع من قبل الرياح التي تهب على سلسلة المياه داخل القصر. ومن ثم، فإن قلعة عامر معروفة أيضا باسم قصر عامر.كان القصر مقر إقامة راجبوت ماهاراجا وأسرهم. هناك معبد مخصص ل شيلا ديفي عند مدخل القصر بالقرب من بوابة غانيش في الحصن، آلهة الطائفة تشايتانيا في عام 1604.
يقع هذا القصر بجانب قلعة جيغارة، ويعتبر كل منهما مجمع واحد، حيث أن الاثنين متصلان بممر تحت الأرض. وكان الهدف منه أن يكون طريقاً للهروب في أوقات الحرب لتمكين أفراد العائلة المالكة وغيرهم في قلعة عامر من الانتقال إلى حصن جيجارة.
أفاد مدير الآثار والمتاحف بأن الزيارات السياحية السنوية إلى قصر عامر تقدر بحوالي 5000 زائر في اليوم، مع 1,400,000 زائر خلال عام 2007.
وفي الدورة السابعة والخمسين للجنة التراث العالمي، التي عقدت في بنوم بنه-كمبوديا في عام 2013، أصبح حصن عامر بالإضافة إلى خمس حصون أخرى في راجستان، موقعاً للتراث العالمي التابع لليونسكو كجزء من حصون مجموعة تل حصون راجاسثان.

## أصل التسمية
العنبر أو عامر، ويستمد اسمه من معبد أمبيكشوار، وبني على قمة تشييل كا تييلا. أمبيكشوارا هو اسم محلي للآلهة شيفا. غير أن الفولكلور المحلي يوحي بأن الحصن يستمد اسمه من أمبا، آلهة الأم دورجا.

## الجغرافيا
يقع عامر بالأساس على تلة حُرجية في بحيرة ماوتا بالقرب من بلدة عامر، على بعد 11 كيلومتر من مدينة جايبور تقريبا، عاصمة راجستان. ويقع القصر بالقرب من الطريق السريع الوطني 11 سي لدلهي.الطريق الضيقة تؤدي إلى بوابة المدخل، والمعروفة باسم (بوابة الشمس) من الحصن. ويتم ركوب الفيلة من خلال بوابة الشمس الضيقة.

## التاريخ

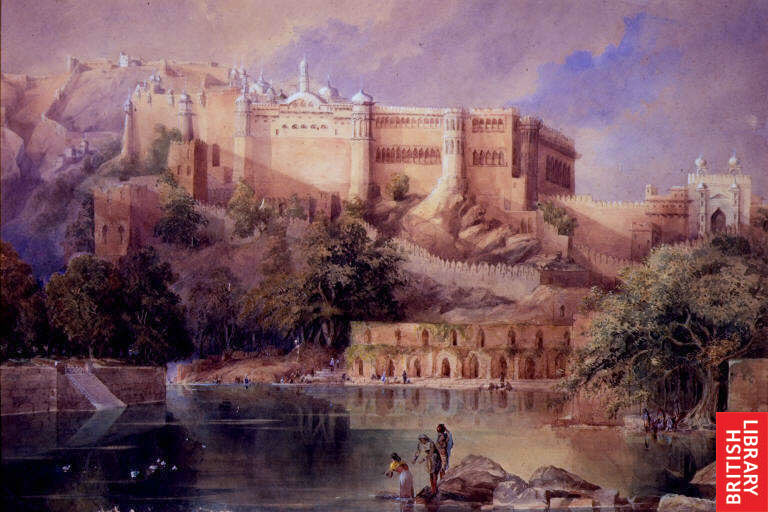
مشهد حصن عامر في راجستان؛ لوحة بألوان مائية من عمل وليام سيمبسون،1860

كان حصن عامر في وقت سابق مكانا صغيرا شيده ميناس في البلدة التي خصصوها لأمبا«الآلهة الأم»، التي عرفت باسم «غاتا راني» أو «ملكة العبور». يعتقد بأن الحصن تم بناؤه من قبل راجا مان سينغ قبل حوالي 967 ق.م، حصن عامر كما هو الآن بني على بقايا الهيكل السابق خلال عهد راجا مان سينغ، وهو ملك عامر. مر حصن عامر بعدد من التحسينات والإضافات من قبل الحكام المتعاقبين على مدى السنوات ال150 السابقة، حتى حول كاشوو عاصمتهم إلى جايبور خلال فترة حكم ساواي جاي سينغ الثاني، في عام 1727م.

### السيطرة على حصن عامر بواسطة كاشواها
وفقا ل تود كانت تعرف هذه المنطقة باسم خوغونغ. ملك مينا رجاء رالون سينغ المعروف أيضا باسم آلان سينغ تشاندا من خوغونغوقد تبنى أما مع طفلها التي تقطعت بهم السبل وقاموا باللجوء إلى مملكته. في وقت لاحق، أرسل ملك مينا الطفل، دولا راي، إلى دلهي لتمثيل مملكة مينا. راجبوت، امتناناً لفضله، وعاد مع المتآمرين لراجبوت وذبح ميناس في أداء الطقوس في بيترا ترابان التي تتطلب عدم وجود الأسلحة، يجب أن يكون الزبون في ميناس بلا سلاح في وقت بيتراترابان «، وملء خزانات المياه التي تستحم فيها ميناس بجثثهم الميتة»[Tod.II.281]، وبالتالي غزاها خوغونغ، وهذا العمل أطلق عليه أنه من أكثر الأعمال جبناً وخجلاً في تاريخ راجستان من كاشواها راجبوتس.

## القراءات الإضافية
- Crump, Vivien؛ Toh, Irene (1996). Rajasthan (hardback). New York: Everyman Guides. ص. 400. ISBN:1-85715-887-3.
- Michell, George, Martinelli, Antonio (2005). The Palaces of Rajasthan. London: Frances Lincoln. ص. 271 pages. ISBN:978-0-7112-2505-3.
- Tillotson، G.H.R (1987). The Rajput Palaces – The Development of an Architectural Style (Hardback) (ط. First). New Haven and London: Yale University Press. ص. 224 pages. ISBN:0-300-03738-4.

## الوصلات الخارجية
- Amer Fort – Inside story